# 이대로 멈출 순 없다
《이대로 멈출 순 없다》는 매주 월요일 자룡, 골왕이 다음 웹툰에서 연재하는 웹툰이다.